# Landsberg (Saxônia-Anhalt)
Landsberg é um município da Alemanha, situado no distrito de Saale, no estado de Saxônia-Anhalt. Tem 124,74 km² de área, e sua população em 2019 foi estimada em 15.048 habitantes.